# Престон-Гайтс (Іллінойс)
Престон-Гайтс (англ. Preston Heights) — переписна місцевість (CDP) в США, в окрузі Вілл штату Іллінойс. Населення — 2898 осіб (2020).

## Географія
Престон-Гайтс розташований за координатами 41°29′39″ пн. ш. 88°4′31″ зх. д. / 41.49417° пн. ш. 88.07528° зх. д. (41.494063, -88.075336).  За даними Бюро перепису населення США в 2010 році переписна місцевість мала площу 2,47 км², уся площа — суходіл. В 2017 році площа становила 2,22 км², уся площа — суходіл.

## Демографія
Згідно з переписом 2010 року, у переписній місцевості мешкало 2575 осіб у 900 домогосподарствах у складі 660 родин. Густота населення становила 1043 особи/км².  Було 960 помешкань (389/км²).
Расовий склад населення:
| - 57,7 % — чорних або афроамериканців - 33,0 % — білих - 0,4 % — корінних американців - 0,1 % — азіатів - 5,3 % — осіб інших рас |

До двох чи більше рас належало 3,5 %. Частка іспаномовних становила 15,1 % від усіх жителів.
За віковим діапазоном населення розподілялося таким чином: 29,4 % — особи молодші 18 років, 61,2 % — особи у віці 18—64 років, 9,4 % — особи у віці 65 років та старші. Медіана віку мешканця становила 32,4 року. На 100 осіб жіночої статі у переписній місцевості припадало 93,6 чоловіків;  на 100 жінок у віці від 18 років та старших — 87,9 чоловіків також старших 18 років.
Середній дохід на одне домашнє господарство  становив 57 237 доларів США (медіана — 47 330), а середній дохід на одну сім'ю — 60 800 доларів (медіана — 54 318). Медіана доходів становила 28 245 доларів для чоловіків та 30 091 долар для жінок. За межею бідності перебувало 16,3 % осіб, у тому числі 30,8 % дітей у віці до 18 років та 8,1 % осіб у віці 65 років та старших.
Цивільне працевлаштоване населення становило 1131 осіб. Основні галузі зайнятості: освіта, охорона здоров'я та соціальна допомога — 22,9 %, роздрібна торгівля — 11,8 %, мистецтво, розваги та відпочинок — 11,6 %.